# Zenith CH 2000
Le Zenair Zenith CH 2000 est un avion d'école biplace canadien.

## Origine
Dès 1985 Chris Heintz entreprit l’étude d’un biplace métallique côte à côte d’école destiné à fournir aux aéro-clubs et écoles de pilotage un appareil économique d’entretien et facile à piloter. Dérivé des Zenith CH 200 (en) et Zenith CH-250, le projet restera dans les cartons jusqu’en 1991. Les négociations entre l’EAA et la FAA pour une réforme des procédures de certification d’avions léger étant sur le point d’aboutir, Chris Heintz reprit en effet son projet. Le résultat fut un monoplan à aile basse cantilever entièrement construit en aluminium à train tricycle fixe. Le moteur Lycoming O-235 a été choisi pour sa robustesse éprouvée et sa TBO exceptionnelle (2 400 heures). Le prototype [CF-QCU] fut immatriculé le 21 juin 1993 et la certification obtenue le 2 juillet 1994.

## Versions

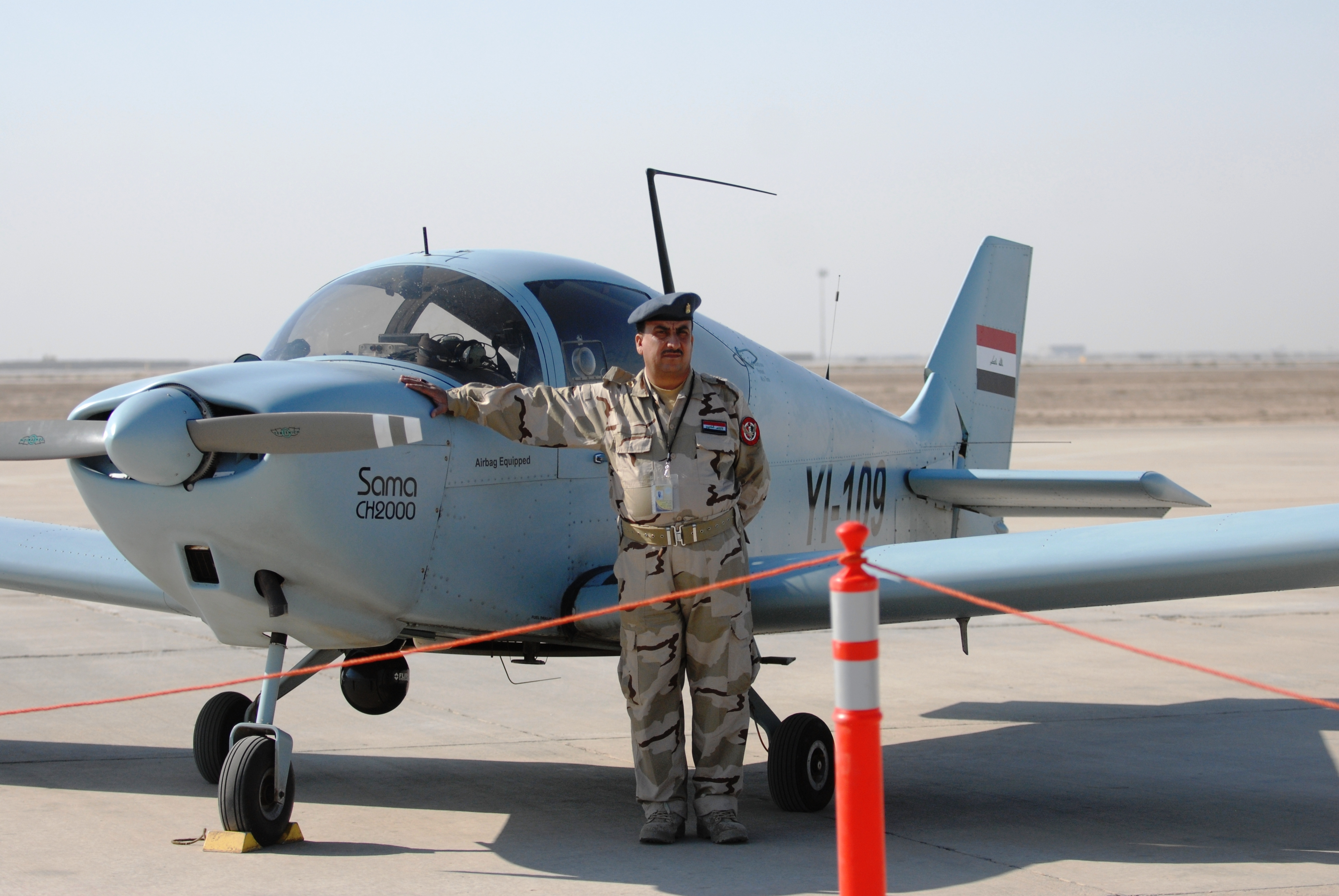
Un SAMA CH-2000 irakien en 2010.

- Zenith CH 2000 : Première version de série. La production fut lancée début 1996. Plus de 150 exemplaires construits.

- 'AMD Alarus CH2000. : Modernisation du CH 2000 produite depuis 2000 par Aircraft Manufacturing & Development Co. L’appareil bénéficie d’une certification IFR complète, rare sur un appareil de ce type, grâce à une plateforme de navigation GPS Garmin GNS 430. Cet appareil était vendu entre 69 000 et 94 900 U$ selon l'équipement en 2006.

- SAMA CH2000 : Production sous licence par Jordan Aerospace Industries, entreprise privée jordanienne créée en 2001. Premier vol le 14 décembre 2003, version de base à moteur Lycoming 116 ch dont 4 exemplaires ont été livrés à la Mid-East Aviation Academy.
  - SAMA CH2000A : Lycoming O-320-E2A de 140/150 ch pour des performances plus adaptées par temps chauds. Autorisé à 838 kg au décollage avec une autonomie de 5 heures.
  - SAMA CH2000B : Apparu en 2006, moteur TAE Centurion 1.7, un 4 cylindres à injection directe pouvant utiliser soit du Jet A1 soit du diesel (EN 590). Autonomie portée à 6 h.
  - SAMA CH2000-MTSA : (Military Tactical Surveillance Aircraft) Modification du CH 2000A équipé d’un système de détection à stabilisation gyroscopique Ultra 8500FW sous le fuselage. Ce système comporte un dispositif d’imagerie infra-rouge et une caméra de télévision diurne capable de détecter un homme à 3,5 km depuis une altitude de 600 m. Le 28 septembre 2004 l’U.S. Army Aviation and Missile Command a commandé 8 (option pour 8 de plus) de ces appareils à livrer à aux forces armées irakienne pour 5,8 millions de dollars pour. Les 2 premiers (YI-103/104) ont été livrés au 70th Sqdn de la force aérienne irakienne à Bassorah le 18 janvier 2005, les 2 derniers le 6 janvier 2007. Début 2008 certains SAMA CH2000-MTSA stationnent à Kirkuk, utilisés par le 2nd Squadron. Ils sont utilisés pour la surveillance de certaines infrastructures, pétrolières en particulier, pour prévenir les attentats.